# Cry (Ashnikko)
Cry è un singolo della rapper statunitense Ashnikko, pubblicato il 17 giugno 2020 come primo estratto dal primo mixtape Demidevil.
Il brano vede la partecipazione nella produzione della musicista canadese Grimes.

## Video musicale
Cry viene pubblicata come singolo insieme al video musicale, creato sotto forma di animazione.

## Tracce
Testi di Ashton Casey, Ebenezer, Fabiyi, Claire Elise Boucher, Melissa Storwick, musiche di Slinger, Grimes.
1. Cry (feat. Grimes) – 2:06